# Botlhapatlou
Botlhapatlou – wieś w Botswanie w dystrykcie Kweneng. Według spisu ludności z 2011 roku wieś liczy 1223 mieszkańców.